# 2014–2015-ös Formula–E bajnokság
A 2014–2015-ös Formula–E bajnokság az elektromos autók Formula–E bajnokságának első szezonja volt. 2014. szeptember 13-án kezdődött Kínában, Peking városában és 2015. június 28-án az Egyesült Királyságban, Londonban ért véget. A szezon 11 nagydíjból állt, amelyeken 10 csapat 20 autóval indult el.

## Csapatok
| Csapat                                                                         | Rajtszám                    | Versenyző(k)           | Nagydíjak |
| ------------------------------------------------------------------------------ | --------------------------- | ---------------------- | --------- |
| Virgin Racing Formula E Team                                                   | 2                           | Sam Bird               | Mind      |
| Virgin Racing Formula E Team                                                   | 3                           | Jaime Alguersuari      | 1–9       |
| Virgin Racing Formula E Team                                                   | 3                           | Fabio Leimer           | 10–11     |
| Mahindra Racing Formula E Team                                                 | 5                           | Karun Chandhok         | Mind      |
| Mahindra Racing Formula E Team                                                 | 21                          | Bruno Senna            | Mind      |
| Dragon Racing Formula E Team                                                   | 6                           | Oriol Servià           | 1–4       |
| Dragon Racing Formula E Team                                                   | 6                           | Loïc Duval             | 5–11      |
| Dragon Racing Formula E Team                                                   | 7                           | Jérôme d’Ambrosio      | Mind      |
| e.dams Renault Formula E Team                                                  | 8                           | Nicolas Prost          | Mind      |
| e.dams Renault Formula E Team                                                  | 9                           | Sébastien Buemi        | Mind      |
| Trulli Formula E Team                                                          | 10                          | Jarno Trulli           | Mind      |
| Trulli Formula E Team                                                          | 18                          | Michela Cerruti        | 1–4       |
| Trulli Formula E Team                                                          | 18                          | Vitantonio Liuzzi      | 5–9       |
| Trulli Formula E Team                                                          | 18                          | Alex Fontana           | 10–11     |
| Audi Sport ABT Formula E Team                                                  | 11                          | Lucas di Grassi        | Mind      |
| Audi Sport ABT Formula E Team                                                  | 66                          | Daniel Abt             | Mind      |
| Venturi Formula E Team                                                         | 23                          | Nick Heidfeld          | Mind      |
| Venturi Formula E Team                                                         | 30                          | Stéphane Sarrazin      | Mind      |
| Andretti Formula E Team                                                        | 27                          | Franck Montagny        | 1–2       |
| Andretti Formula E Team                                                        | 27                          | Jean-Éric Vergne       | 3–11      |
| Andretti Formula E Team                                                        | 28                          | Charles Pic            | 1         |
| Andretti Formula E Team                                                        | 28                          | Matthew Brabham        | 2–3       |
| Andretti Formula E Team                                                        | 28                          | Marco Andretti         | 4         |
| Andretti Formula E Team                                                        | 28                          | Scott Speed            | 5–8       |
| Andretti Formula E Team                                                        | 28                          | Justin Wilson          | 9         |
| Andretti Formula E Team                                                        | 28                          | Simona de Silvestro    | 10–11     |
| Amlin Aguri Formula E Team                                                     | 55                          | Szató Takuma           | 1         |
| Amlin Aguri Formula E Team                                                     | 55                          | António Félix da Costa | 2–9       |
| Amlin Aguri Formula E Team                                                     | 55                          | Jamamoto Szakon        | 10–11     |
| Amlin Aguri Formula E Team                                                     | 77                          | Katherine Legge        | 1–2       |
| Amlin Aguri Formula E Team                                                     | 77                          | Salvador Durán         | 3–11      |
| \| \| China Racing Formula E Team[3] \| \| NEXTEV TCR Formula E Team[31] \| \| | 88                          | Ho-Pin Tung            | 1–2, 4    |
| \| \| China Racing Formula E Team[3] \| \| NEXTEV TCR Formula E Team[31] \| \| | 88                          | Antonio García         | 3, 9      |
| \| \| China Racing Formula E Team[3] \| \| NEXTEV TCR Formula E Team[31] \| \| | 88                          | Charles Pic            | 5–8       |
| \| \| China Racing Formula E Team[3] \| \| NEXTEV TCR Formula E Team[31] \| \| | 88                          | Oliver Turvey          | 10–11     |
| \| \| China Racing Formula E Team[3] \| \| NEXTEV TCR Formula E Team[31] \| \| | 99                          | Nelson Piquet Jr.      | Mind      |
| CHN                                                                            | China Racing Formula E Team |                        |           |
| CHN                                                                            | NEXTEV TCR Formula E Team   |                        |           |

## Versenynaptár
| Ország             | Város          | Pálya                         | Dátum                | Kör |
| ------------------ | -------------- | ----------------------------- | -------------------- | --- |
| Kína               | Peking         | Beijing Olympic Green Circuit | 2014. szeptember 13. |     |
| Malajzia           | Putrajaya      | Putrajaya Street Circuit      | 2014. november 22.   |     |
| Uruguay            | Punta del Este | Punta del Este Street Circuit | 2014. december 13.   |     |
| Argentína          | Buenos Aires   | Puerto Madero Street Circuit  | 2015. január 10.     |     |
| Egyesült Államok   | Miami          | Biscayne Bay Street Circuit   | 2015. március 14.    |     |
| Egyesült Államok   | Long Beach     | Long Beach Street Circuit     | 2015. április 4.     |     |
| Monaco             | Monte-Carlo    | Circuit de Monaco             | 2015. május 9.       |     |
| Németország        | Berlin         | Berlin Tempelhof Airport      | 2015. május 23.      |     |
| Oroszország        | Moszkva        | Moscow Street Circuit         | 2015. június 6.      |     |
| Egyesült Királyság | London         | Battersea Park Street Circuit | 2015. június 27.     |     |
| Egyesült Királyság | London         | Battersea Park Street Circuit | 2015. június 28.     |     |

Kiemelt jelzi a fővárost az adott országban.

## A szezon menete

### Peking nagydíj

Beijing Olympic Green Circuit

A szezon első versenyét a kínai főváros utcáin, az olimpiára épült Madárfészek stadion köré tervezett 3,44 km hosszú pályán rendezték meg 2014. szeptember 13-án.
Az első szabadedzés 45 percig tartott, amelyen az Abt Audi csapat pilótája, di Grassi autózta a legjobb időt, 1:41,937-es köre pedig több mint fél másodperccel jobb volt annál, mint amit legközelebbi üldözője, Sébastien Buemi elért az e.dams volánjánál. Az első tréning egyetlen komolyabb balesete a Trulli GP csapatában versenyző Michela Cerruti követe el, aki egy a korláttal való találkozás során elveszítette autójának hátsó vezetőszárnyát. A második edzésen Bruno Senna 1:41,341-es köre volt a leggyorsabb. Az utolsó percekben a China Racing hazai pilótája, Ho-Pin Tung is összetörte autóját, amivel előhívta a piros zászlókat.
Az egyórás időmérő edzést Nicolas Prost nyerte 1:42,2-es köridejével, őt az Abt Audi két pilótája Lucas di Grassi és Daniel Abt követett.
A verseny előtt bejelentették, hogy a közönség szavazatai alapján melyik három versenyző kapja meg a FanBoost nevű jutalmat, ami egyszeri alkalommal öt másodpercen keresztül 30 kW-tal növeli meg az autó teljesítményét. Lucas di Grassi, Bruno Senna, és Katherine Legge kapta a legtöbb szavazatot, ám végül a futam úgy alakult, hogy egyikük számára sem bizonyult ez döntő fontosságúnak. A rajtnál Jarno Trulli autója nem indult, így ő kiesett. Prost maradt az élen di Grassival és Abttal a nyomában, mögöttük Nick Heidfeld előzte meg Karun Chandhokot, amivel feljött a 4. helyre. Az első körben a sorozat első ütközése is megtörtén, a hátulról előretörni próbáló Sennának ugyanis Szató Takuma ütközött neki, a brazil pedig emiatt kénytelen volt feladni a versenyt. Az autója bal első kereke súlyos károkat szenvedett. Az incidense miatt a BMW i8 biztonsági autónak a második körben be kellett hajtania a pályára és egészen a negyedik végéig meghatározta a mezőny tempóját.
Franck Montagny a rajt után megmozdulással megelőzte csapattársát, Charles Picet, hamarosan Jaime Alguersuarin és Chandhokon is átfűzte autóját. a 13. kör végén megkezdődtek a bokszkiállások, az élmezőny egyszerre állt ki, ideiglenesen Sam Birdöt hagyva az élen. A kiállások után Prost már jelentősebb, 3,5 másodperces előnnyel tért vissza az élre, mögötte pedig Heidfeld, di Grassi, Montagny, Abt és Bird sorakoztak. A francia mögé azonban Heidfeld érkezett meg a Venturi Grand Prix színeiben. A végén úgy tűnt, hogy már csak ők az esélyesek, amikor Prost az utolsó métereken összeütközött Heidfelddel. Heidfeld autója irányíthatatlanná vált és a kerékvetőn lendületet véve nagy sebességgel a gumifalnak csapódott, majd a feje tetején állt meg. A német szerencsére sértetlenül mászott ki a roncsból. Mindketten kiestek, így di Grassi nyerte meg a futamot Montagny és Abt követett a célban. Az ABT Audi csapat viszont nem tarthatta meg kettős dobogóját, hiszen a csapatvezető fiára a megengedettnél több elektromos energia használata miatt utólagosan bokszáthajtásnak megfelelő időbüntetést róttak ki, amivel egészen a 10. helyig csúszott vissza. A pódiumra így már a Virgin pilótája, Sam Bird állhatott fel.
A versenyt követő órákban a versenyfelügyelők Nicolas Prostot találták vétkesnek a Nick Heidfelddel való ütközésért, amely a verseny utolsó kanyarjában történt, közvetlenül a leintés előtt. Az esetért a franciát tízhelyes rajtbüntetéssel sújtották, melyet a következő, november végén sorra kerülő malajziai versenyen kell letöltenie.
| Pozíció | #  | Pilóta          | Csapat             |
| ------- | -- | --------------- | ------------------ |
| 1       | 11 | Lucas di Grassi | Audi Sport ABT     |
| 2       | 27 | Franck Montagny | Andretti Autosport |
| 3       | 2  | Sam Bird        | Virgin Racing      |

### Putrajaya nagydíj

Circuito callejero de Putrajaya

Matthew Brabham Malajziában az Andretti Autosportnál váltotta Charles Picet, miután a francia ugyanis Formula–1-es kötelezettségeinek tesz eleget Abu Dhabiban. A szezon második versenyét a malajziai főváros utcáin, a 2,56 km hosszú utcai pályán rendezték meg 2014. november 22-én. Az időmérőn Nicolas Prost volt a leggyorsabb, aki azonban pekingi utolsó körös incidense miatt 10 hellyel hátrábbról rajtolhat, így a pole-pozíciót Oriol Servià örökölte meg tőle.
A verseny első körének a végén pályára hajtott a biztonsági autó, miután a mezőny két hölgypilótája, Katherine Legge és Michela Cerruti ütközött. Nem sokkal később a szűk visszafordítóban Matthew Brabham is eltalálta egy picit oldalról Nick Heidfeld autóját, ám ők mindketten folytatni tudták. A pole-pozícióból rajtoló Oriol Servià fokozatosan lépdelt át a mezőny, előbb Bird, majd Jarno Trulli és Karun Chandhok is megelőzte őt. A 8. körben Franck Montagny fogott bele egy túl merész előzési manőverbe, és csúnyán belevezette a falba Heidfeldet, akinek a versenye ezzel véget ért. A 9. körben Bruno Senna és Montagny is megelőzte Nelsinho Piquet-t, de ekkor már pont pályán volt a biztonsági autó Heidfeld balesete miatt, így ők ketten gyorsan vissza is adták pozíciójukat.
Az élen ekkor Bird, Trulli, Chandhok, Servià, Piquet, Senna, Montagny volt a sorrend, míg Daniel Abt a biztonsági autós periódus alatt túlesett bokszkiállásán és autócseréjén. A 12. körben újra útjára indult a verseny, de az első kört megint nem úszta meg események nélkül a mezőny. Ho Pin Tung megpörgése ugyan még nem okozott semmi problémát, Montagny viszont a visszafordítóban összekoccant Sennával, ami miatt megsérült első szárnya, és a bokszba kellett hajtania kicserélni azt. Az újraindítást követően Bird remek tempóba kezdett az élen, és 3 kör alatt 7 másodperc előnyt épített ki magának üldözőivel szemben, ezzel megalapozva későbbi győzelmét. A 17. kör végén Jarno Trulli vezetésével csaknem az egész élboly a bokszba hajtott autót cserélni, Bird viszont még két körig kint tudott maradni a pályán. A bokszkiállásokat követően a korábban más taktikára álló Abt került az élre, jó 20 másodperccel megelőzve Birdöt, aki a többiekkel szemben továbbra is őrizte megnyugtató, 7-8 másodperces előnyét. Mögötte Trulli érkezett a 3. helyen, erősen szorongattatva a Lucas di Grassi, Piquet, Buemi, Prost négyesfogattól.
A 22. körben Piquet lendült támadásba, és előbb egy szép manőverrel megelőzte Di Grassit, majd Trullit támadta kívülről, de az olasz rászorította őt a falra, ami Piquet versenyének a végét jelentette. Trullit nem ezért, hanem a korábban a bokszban elkövetett szabályszegés miatt bokszutca-áthajtásos büntetéssel sújtották, melynek letöltése után a 12. helyre esett vissza. Néhány kör múlva ki is állt, valószínűleg az ő autója is megsérült a Piquet-vel való ütközés nyomán. A 3. helyért így időközben már Di Grassi és Buemi csatázott egymással, akik a 18-19. helyről keveredtek előre kitartó munkával. Elöl Abt körönként 4-5 másodperccel lassabb köröket futott a többieknél, megpróbálva a verseny végéig beosztani a második autóban rendelkezésre álló energiáját a korai csere után. 4 körrel a vége előtt Bird simán elment mellette, majd egy körrel később Di Grassi, Buemi, Prost és Senna is így tett.
3 körrel a vége előtt egy igazi kuriózumnak lehettek szemtanúi a nézők, hiszen Senna előzte Prostot. Az utolsó körben Senna még Buemit is megpróbálta megelőzni, ám ez az igyekezete már soknak bizonyult, így a falban végezte. Bird remek teljesítménnyel nyert, Di Grassi és Buemi hátulról előrefutva a 2-3. helyen végzett.
| Pozíció | #  | Pilóta          | Csapat         |
| ------- | -- | --------------- | -------------- |
| 1       | 2  | Sam Bird        | Virgin Racing  |
| 2       | 11 | Lucas di Grassi | Audi Sport ABT |
| 3       | 9  | Sébastien Buemi | e.dams Renault |

### Punta del Este nagydíj

Punta del Este Street Circuit

A verseny hetében bejelentették, hogy a Toro Rossótól menesztett Jean-Éric Vergne Franck Montagny csapattársa lesz a hétvégén az Andretti csapatánál. Pár nappal később ismét pilóta felállás változást jelentettek be. Katherine Legge hivatalosan egyéb elfoglaltságai miatt nem lesz ott a hétvégi futamon, helyét a mexikói Salvador Durán veszi át az Amlin Agurinál. A versenyt megelőző napon újabb bejelentést tett az Andretti Autosport, miután Montagny betegségre hivatkozva lemondta a hétvégi részvételt, így helyette ismét Matthew Brabham lesz a csapat pilótája.
A FanBoost nevű jutalmat két újonc, Vergne és Durán, illetve Heidfeld kapta meg. Sennát az utolsó rajthelyre sorolták vissza, miután a szerelők 5 perccel az időmérő megkezdése előtt is dolgoztak még a Mahindra autóján, nem voltak fent a kerekek. Piquet remekül kapta el a rajtot, átvette az első helyet Vergne-től, aki kicsit kipörgette a kerekeket, visszaesett a második helyre. A harmadik helyen Buemi, mögötte Prost, Alguersuari és Heidfeld volt a sorrend. A német versenyző a FanBoost révén megelőzte a spanyol riválist. Mivel a mezőny nem szakadt szét, így szorosabb csaták kezdtek kialakulni a mezőnyben, de a száguldásnak hamar véget vetett Sam Bird balesete, aki az első síkán rázókövén átrepülve a szemközti falnak ütközött, összetörve a Virgint. A csattanás követően a biztonsági autót beküldték a pályára. Abt pár körrel korábban kiállt műszaki hiba miatt.
A biztonsági autó a hatodik kör végén tért vissza a boxba. A zöld zászló után Jean-Éric Vergne valósággal letolta Nelson Piquet-t a pályáról, de nem sikerült előznie, hiszen a 9. körben ismét jött a biztonsági autó, ezúttal a kettes szektorban érvényes dupla sárga zászló miatt, ami António Félix da Costa miatt keletkezett. Vergne a 13. körben belülről ment el a brazil ellenfél mellett a hajtűben. A biztonsági autó a 16. körben újra meglátogatta a pályát, Stéphan Sarrazin a 15-ös kanyarból kigyorsítva megpördült és eltalálta a korlátot. A szünetet autócserére használták ki a pilóták, a kavarodásból pedig Nick Heidfeld jött ki a legjobban. A német viszont nem élvezhette sokáig a vezető pozíciót, hamar áthajtásos büntetést kapott, miután túl sok energiát használt el, így Sébastien Buemi örökölte meg az első helyet, Vergne-nyel a háta mögött. A 21. körben Prost is büntetést kapott, ugyanazért, amiért Heidfeld. A 27. körben véget ért Brabham versenye, miután a gyors síkánban megcsúszott, a rázókőtől kitört az autó jobb első kereke és a szemközti falba csapódott. Ismét bejött a biztonsági autó mezőny elé.
Az újraindítás után Vergne egyből használta a FanBoostot, míg Buemi lerövidítette az első síkánt, miközben a francia nyomás alatt tartotta. Vergne alatt eközben megállt az autó az utolsó előtti körben. Buemi megnyerte a futamot, Nelson Piquet a második helyen ért célba. Di Grassi a harmadik helyre hozta be az ABT autóját, Jarno Trulli a negyedik hellyel hozta az első pontokat saját csapatának. Abt futotta a leggyorsabb kört, 2 pont volt a jutalma.
| Pozíció | #  | Pilóta            | Csapat         |
| ------- | -- | ----------------- | -------------- |
| 1       | 9  | Sébastien Buemi   | e.dams Renault |
| 2       | 99 | Nelson Piquet Jr. | China Racing   |
| 3       | 11 | Lucas di Grassi   | Audi Sport ABT |

### Buenos Aires nagydíj

Puerto Madero Street Circuit

A 2015-ös év első napján nyilvánosságra került, hogy az Andretti Autosport pilótája Franck Montagny, aki az előző Punta del Este nagydíjat kihagyta, beismerte, hogy tiltott szert használt, és a malajziai futamot követően megbukott az ellenőrzésen. Versenyzői engedélyét fel is függesztették, jelenleg a Nemzetközi Automobil Szövetség ítéletére vár. Másnap hivatalosan bejelentették, hogy az Andretti Autosport ismét új pilótával vesz részt a versenyen, Marco Andretti személyében, aki az 1978-as Formula–1 világbajnok Mario Andretti unokája és fia Michael Andrettinek, aki az 1991-es IndyCar bajnoka. Ugyan ezen a napon a másik pilóta kiléte is nyilvánosságra került Jean-Éric Vergne személyében, aki az előző versenyen már versenyzett a csapatnál és kis híján rögtön az első formula e-s versenyét megnyerte. Ebben egy felfüggesztéssel kapcsolatos probléma akadályozta meg az utolsó előtti körben.
A kvalifikáción Sébastien Buemi szerezte meg élete első pole-ját az elektromos bajnokságban, ideje 1:09.134 volt. Mögötte Jaime Alguersuari és Nick Heidfeld állhat fel a rajtrácsra. Ezen a futamon Heidfeld, Jean-Éric Vergne, és Senna kapott Fanboostot.
Buemi megtartotta az első helyet a rajtot követően, Heidfeld lerajtolta Alugersuarit. Az első körben Michela Cerruti és Bruno Senna koccant, emiatt az olasz női pilóta a boxba hajtott. Di Grassi a második körben megelőzte Sam Bird-öt, majd a harmadik Alugersuarit vette üldözőbe. A negyedik körben Senna a mezőny végén megelőzte Marco Andrettit, míg Heidfeld a Fanboost segítségével tartotta a lépést Buemivel. A 15. körben Di Grassi elment belülről Heidfeld mellett a 7-es kanyarban, majd Alugersuari és Bird is így tett a német pilótával szemben. Még ebben a körben Chandhok falba csapódott, emiatt pályára érkezett a biztonsági autó. A 17-18. körökben a versenyzők elkezdték az autócseréket.
A 20. körben még mindig bent volt a biztonsági autó, közben Bird-öt vizsgálták, amiért piros lámpa alatt hagyta el a pitet. A 22. kör végén a biztonsági autó kijött a pályáról, folytatódhatott a verseny. Az újra rajtolás simán zajlott, nem volt helycsere, csata. Egészen a 24. körig, amikor Buemi túl keményen támadta a sikánt, eltalálta a falat, kitört a jobb első kereke, és félre kellett állnia. Ekkor érkezett a hír, hogy Bird áthajtásos büntetés kapott a piros lámpa alatti kihajtása miatt. A 27. körben Di Grassi eltalálta a falat, jobb hátsó felfüggesztése tört el. A brazil versenyző, aki az ABT csapatnak vezet, szintén a sikánban sokallt be, de ő a kijáratnál csapta oda, de kiderült, előbb tört el a felfüggesztése, és utána történt a baleset. Ezzel Heidfeld ölébe hullott az első hely, 2.5 másodperccel vezetett António Félix da Costa előtt. Alugersuari és Jean-Éric Vergne követték őket. Nicolas Prost az ötödik, Daniel Abt a hatodik helyen. A 32. körben kiéleződött a harc Vergne és Alugersuari között, a két versenyző össze is ért. Vergne panaszkodott is rá, feltette a kezét. Közben Heidfeld áthajtásos büntetést kapott boxutcai gyorshajtás miatt. Da Costa megörökölte az első helyet, Vergne volt a második, Prost a harmadik. A 33. körben ütközött Daniel Abt és Alugersuari. Da Costa megnyerte a futamot, egyben a negyedik győztese a sorozatnak. Ez az Amlin Aguri első sikere a Formula E-ben. Prost a második helyre jött be, Piquet állhat fel a dobogó legalsó fokára.
A futam után a stewardok kizárták a versenyből Salvador Duránt, az Amlin Aguri versenyzőjét, mert többet használt a maximálisan megengedett energiánál. Nelson Piquet Jr. túl gyorsan hajtott sárga zászló alatt, öthelyes rajtbüntetést kapott a következő versenyre. Jarno Trullinak 10 hely jár Miamira, amiért váltót kell cserélni.
| Pozíció | #  | Pilóta                 | Csapat         |
| ------- | -- | ---------------------- | -------------- |
| 1       | 55 | António Félix da Costa | Amlin Aguri    |
| 2       | 8  | Nicolas Prost          | e.dams Renault |
| 3       | 99 | Nelson Piquet Jr.      | China Racing   |

### Miami nagydíj

Layout of the Biscayne Bay Street Circuit

2015. március 6-án hivatalosan bejelentették, hogy a Scuderia Toro Rosso egykori amerikai pilótája, Scott Speed lesz a Andretti Autosport csapat pilótája Marco Andretti helyett. Speed a tavalyi tesztelés során már kipróbálhatta az Andretti autóját. A Dragon Racing is pilótát cserélt, méghozzá a 2013-as Le Mans-i 24 órás győztese, Loïc Duval váltja Oriol Serviát. Charles Pic visszatért a sorozathoz, miután már Andretti Autosport színeiben Kínában versenyzett, de most a China Racinghez ugrik be helyettesíteni Ho-Pin Tung-ot. A másik egykori Formula–1-es pilóta Vitantonio Liuzzi is szerződést kapott a futamra, de ő a Trulli GP-nél fog versenyezni Jarno Trulli csapattársaként.
A kvalifikáción a legjobban Jean-Éric Vergne alkalmazkodott a körülményekhez, aki hazai versenyén a pole-pozícióba juttatta az Andretti csapatot. Nick Heidfeld és Karun Chandhok büntetést kapott, a rajtrács végéről kellett indulniuk.
Az első körben Sam Bird átugrotta Prostot és a hetedik helyig visszacsúszó Nelson Piquet-t, a második helyre lépett fel a vezetést megőrző Jean-Éric Vergne mögé. Charles Pic megpördült a legelején. A verseny első szakaszában Bird kitartóan üldözte Vergne-t, fél másodperc körüli különbséget tartott, pozíciócsere azonban nem történt közöttük.A Loïc Duval, aki csak a rajtrács utolsó pozíciójából indulhatott, a versenyen sokkal harciasabb formába jött, a 11. körben már Bruno Sennát támadta a 13. pozícióért. A 19. körben egy sikertelen kísérlet után Sam Bird átvette a vezetést, miután a kör végén Jean-Éric Vergne a bokszba hajtott. A következő körben Bird autója kifogyott az energiából és lelassult, bár a bokszig el tudott menni. Az autócserék aztán mindent felborítottak. A tovább pályán maradó Daniel Abt, Nicolas Prost és Lucas di Grassi is a bokszutcában hét másodpercet elveszítő Vergne elé értek vissza. Mögötte csapattársa, Scott Speed ért fel, Sam Bird a hetedik helyre tért vissza.
A 24. körben Speed ügyes manőverrel megelőzte Vergne-t. Az újonc fokozatosan közelített Abt-Prost-di Grassi hármasára is, míg a pole-pozíciós Jérôme d’Ambrosióval és a merész kifékezést bemutató Piquet-vel szemben is elveszített egy-egy helyet. Öt körrel a vége előtt Scott Speed megelőzte a bajnoki éllovas di Grassit. Az újonc dobogós helyre jött fel, Abttól pedig mindössze egy másodperc választotta el Prosttal kettejük között. A fiatal német versenyzőnek azonban már csak jóval kevesebb energiaszintje maradt, mint a két riválisnak. Autója láthatóan gyengébb volt a többiekénél. Először Nicolas Prost előzte meg lendületből, majd Speed is elhajtott mellette. Az utolsó körben Prost eltalálta a falat, Speed végig lőtávolban volt, de végül 0,433 ezredmásodperccel lemaradt az első helyről. Daniel Abt egészítette ki a pódiumot, d’Ambrosio és Piquet pedig a negyedik-ötödik helyre értek be.
| Pozíció | #  | Pilóta        | Csapat             |
| ------- | -- | ------------- | ------------------ |
| 1       | 8  | Nicolas Prost | e.dams Renault     |
| 2       | 28 | Scott Speed   | Andretti Autosport |
| 3       | 66 | Daniel Abt    | Audi Sport ABT     |

### Long Beach nagydíj

Circuito callejero de Long Beach para el EPrix

A kvalifikáción Sébastien Buemi szerezte meg a pole-pozíciót a Long Beach ePrix-n, de az energiafelhasználásra vonatkozó szabályok megsértése miatt a svájci versenyzőt visszasorolták, a 10. helyre. Így Daniel Abt került az első helyre, mellőle Prost, mögüle pedig Piquet várhatta a rajtot.
Daniel Abt nem sokáig örülhetett az első helyének, mert Piquet azonnal lerajtolta az első sikán előtt, és utána nem adta át az első helyet a két újraindítást követően sem. A futam első szakaszának nagy része ugyanis a biztonsági autó mögött telt, először a Miamiben remeklő Scott Speed csapta falnak az autóját, miután megdobta azt a sikán kerékvetője, majd Charles Pic rohant bele a visszafordítóban a vétlen Jarno Trulliba. Sam Bird az első körben kiesett, odacsapta Virgin autóját a falnak. Abt az autócserékig őrizte a jó helyét, ám ekkor az ötödik rajthelyről szépen előretörő Jean-Éric Vergne őt is megelőzte, s innentől kezdve már hátrafelé kellett figyelnie. Végül pontot sem szerzett, ugyanis megbüntették, mert túl sok energiát használt fel. Vergne gond nélkül jött be a második helyre, véget vetve ezzel balszerencse-sorozatának, míg a dobogó alsó foka az ezzel az összetett élére visszaálló Lucas di Grassi lett, aki nagy küzdelemben védte meg ezt a helyet Sébastien Buemivel szemben, az ötödiket Bruno Senna csípte el.
Az eddigi éllovas Prostnak gyenge versenye volt, több csatát vesztett, többek közt az ötödik helyen záró Sennával is, mielőtt végül áthajtásos büntetést kapott, mert összeütközött Jérôme d’Ambrosióval, így csak a leggyorsabb körért járó két pontot zsebelhette be. A belga viszont ennél többet gyűjtött, miután megúszta az ütközést, és a hatodik helyen ért célba, ráadásul a Dragon Racing ismét kettős pontszerzésnek örvendhetett, Loïc Duval ugyanis kilencedik lett. Piquet épp azon a pályán szerezte meg 2006 óta első sikerét formulaautóval, melyen háromszoros F1-es bajnok édesapja első nagydíjgyőzelmét aratta 35 évvel korábban.
| Pozíció | #  | Pilóta            | Csapat             |
| ------- | -- | ----------------- | ------------------ |
| 1       | 99 | Nelson Piquet Jr. | China Racing       |
| 2       | 27 | Jean-Éric Vergne  | Andretti Autosport |
| 3       | 11 | Lucas di Grassi   | Audi Sport ABT     |

### Monte-Carlo nagydíj

Trazado de Mónaco para el ePrix

A svájci Sébastien Buemi nyerte a Formula-E szezon hetedik fordulója, a Monte-Carlo ePrix időmérő edzését, ezzel az e.dams Renault hétből már negyedszer zár az élen egy kvalifikációt. Közel két tizeddel előzte meg a bajnoki éllovas Lucas di Grassit, akit Jérôme d’Ambrosio és Nelsinho Piquet követett. Loïc Duval az ötödik lett, ám ő technikai okok miatt tízhelyes büntetést kap.
A futam előtt kihirdették, ki kapta a legtöbb szavazatot, és ezek alapján Durán, Vergne, és Piquet lett jogosult a Fanboost használatára. Az élmezőny még simán eljött a rajt után, de utánuk komoly tömegkarambol történt. Vergne először koccolta az előtte haladót, majd rögtön utána Bruno Senna mászott meg egy másik autót és a levegőbe repült autójával. Sokan érintettek voltak a balesetben az első kanyar után. Abt hátsó szárny nélkül ment vissza a pitbe. Az történtek után be kellett hívni a biztonsági autót, aki tudott, elment a második autóért, amivel az egyetlen gond, hogy nem bír ki egy teljes távot. A 3. körben újra szabad volt az út, Buemi eljött az élen, mögötte di Grassi, d’Ambrosio, Piquet és Sarrazin volt a sorrend. Az utolsó, 18. helyen Liuzzi haladt. A 6. körben Piquet nagyon szépen és keményen betette az autót, elhappolta a harmadik helyet d’Ambrosiótól. A 10. körben Duvalt kellett leköröznie az élmezőnynek. A sorrend nem igazán változott, Buemi és di Grassi szépen elszakadt a mezőnytől.
A 17. körben Heidfeld megpróbált bebújni Trulli mellé egy jobb kanyarban, de összeértek, majd a német versenyzőt súrolta Speed is. Egyik autó sem sérült komolyan, folytatni tudták a versenyt. Az első három helyen nagyon kiegyenlített volt az energiahasználat, a 20. körben is csak 1 százalék választotta el a top hármat. Sam Bird előzött egyet, feljött a hatodik helyre, köszönhetően annak, hogy letudta Prost-ot. Egy körrel később sárga zászlózni kellett a célegyenesben, mert elszállt Heidfeld autójáról a bal első kerék előtt található burkolat. di Grassi jött ki elsőként az autócserét követően, a 24. kör végén, mindezt úgy, hogy még 10 százalék volt az autójában. Az ABT csapat megpróbált elébe vágni a riválisoknak. Kijött még Sarrazin, Prost, Heidfeld és Da Costa is. A 26. körben Buemi és Piquet is kijött autót cserélni, de Speed és Chandhok is betért.
Az autócsere után Buemi bejött di Grassi elé, de fej-fej mellett volt a dolog a célegyenesben, az első kanyarban egymáshoz értek az autók, de a svájci versenyző maradt az élen. Mögöttük Piquet haladt a harmadik helyen. Bird a Virgin autójával a negyedik pozíciót tartotta ekkor, D’Ambrosio az ötödik helyen haladt. A stewardok vizsgálták a rajtbalesetet, de úgy döntöttek, nem kell cselekedni, senkinek sem jár büntetés. Buemi a 32. körben kényelmesen autózott az élen, di Grassi valamelyest leszakadt, Piquet mögött pedig eléggé összezárt volt a mezőny. Vergne a 14. helyen autózott, a 37. körben ellőtte a Fanboostot, a leggyorsabb körre hajtott. Piquet a 39. körben feljebb kapcsolt, ráhajtott a második helyre, ami di Grassi számára volt rossz hír. Piquet a 42. körben elhasználta a Fanboost-ot a célegyenesben, de nem került elég közel. Piquet a következő körben bepróbálta, betette az autó orrát, mivel di Grassi elfékezte magát, de nem sikerült, kicsit le is szakadt honfitársáról, közel 1 másodpercre. A mezőnyben nem történt változás, Buemi ért be az első helyen, di Grassi a második, Piquet a harmadik pozícióban. Bird a negyedik, D’Ambrosio az ötödik lett Monacóban. Ez volt az e.dams Renault harmadik győzelme a sorozatban, mivel Prost is nyert futamot korábban. A versenyt követően Speedet megbüntették, ami következtében a 12. helyre rangsorolták.
| Pozíció | #  | Pilóta            | Csapat         |
| ------- | -- | ----------------- | -------------- |
| 1       | 9  | Sébastien Buemi   | e.dams Renault |
| 2       | 11 | Lucas di Grassi   | Audi Sport ABT |
| 3       | 99 | Nelson Piquet Jr. | China Racing   |

### Berlin nagydíj

Circuito del aeropuerto Tempelhof de Berlín

A szezon nyolcadik futamát Berlinben, a Tempelhof repülőtéren kialakított pályán rendezték meg. Az időmérő során a leggyorsabb Jarno Trulli volt, aki saját csapatának autóját vezetve érte el ezt a sikert. Mögötte két bajnoki esélyes, Lucas di Grassi és Sébastien Buemi állt, a negyedik pedig Nick Heidfeld volt. Az extra teljesítményre jogosult Charles Pic, Sébastien Buemi és Nelsinho Piquet lett jogosult.
A rajttól a pole-ból induló Jarno Trulli még jól jött el, megtartotta első helyét az 1-es kanyarban, a következő előtt azonban elfékezte magát, szélesen fordult, a mögötte lesben álló Lucas di Grassinak pedig nem is kellett több, azonnal betette mellé az Audi Sport Abt autóját és az élre állt. Ugyanebben a kanyarban csapattársa, Daniel Abt megpördült és a mezőny végére került, amivel tönkre is tette versenyét. Buemi maradt a harmadik helyen, Heidfeld szintén megtartotta a negyedik pozíciót. A rajt nagy nyertese Vitantonio Liuzzi volt, aki öt pozíciót javítva a hatodik helyre zárkózott fel. Trulli egy ideig tartotta magát a második helyen, di Grassi azonban hatalmas léptekkel húzott el tőle, körönként több mint egy másodpercet adva neki, és így legalább ugyanennyit mindenki másnak is, míg csapattársa az utolsó helyen autózott, köszönhetően a megpördülésnek. Az állóvizet a hatodik körben a Trulli mögött haladó Buemi zavarta meg, aki a FanBoost egyik birtokosaként ekkor élt is az extra teljesítménnyel, ennek segítségével pedig ő is elment az olasz mellett belülről a 12-es kanyarban. A következő körben pedig Heidfeld és D’Ambrosio is megelőzte az olaszt, aki így honfi- és csapattársa elé került, de nem sokkal később Liuzzi is letudta őt. Trulli a hatodik helyen haladt ekkor, de nem sokáig, mert sorra haladtak el mellette a többiek, 9. helyre esett vissza a 9. körben. Egy körrel később már Vergne és Bird is megelőzte őt. Heidfeldet a 13. körben körben belülről előzte meg D’Ambrosio.
A 17. körben megkezdődtek az autócserék. Piquet a 13. rajthelyén próbálva javítani fokozatosan lépegetett előre, eközben pedig autója energiájával is jobban gazdálkodott, mint bárki más, így bokszkiállását is egy körrel el tudta tolni a többiekhez képest. D’Ambrosio a boxkiállás után már második volt, tíz másodperccel di di Grassi mögött. A két Amlin Aguri, António Félix da Costa és Salvador Durán áthajtásos büntetést kapott, mert nem töltötték ki az autócserére szánt minimum időt. A 21. körben Heidfeld is a dobogóért harcolt, azt a pozíciót viszont csak egy pillanatra birtokolhatta, amikor bebújt Buemi mellé az egyik kanyarban, a svájci azonban résen volt és jobb kigyorsításával visszavette helyét, ráadásul Duval is megérkezett rá. Bruno Senna boxutcai sebességtúllépésért kapott áthajtásos büntetést.
Duval támadta Heidfeldet a negyedik helyért, de megcsúszott alatta az autó egy manőver alatt, leszakadt a németről. Piquet feljött a hatodik helyre a 28. körben, megelőzve Sarrazint. Duval egy körrel később megelőzte Heidfeldet. Ezek után Piquet is megelőzte Heidfeldet. Trulli az utolsó körben kiállt a boxba, feladta a futamot.
A tabellát vezető di Grassi simán nyert, amivel tovább növelte előnyét. Ezzel második győzelmét szerezte a szezonnyitó után. D’Ambrosio első dobogóját szerezte a sorozatban a második hellyel, Buemi pedig a pódium harmadik fokával gondoskodott róla, hogy ne szakadjon le túl sokkal a listavezető braziltól a pontversenyben. Érdekesség, hogy miután di Grassi átszelte a célvonalat megállt alatta az autó. A verseny után néhány órával di Grassi autóján az ellenőrzés során szabálytalanságot találtak, miszerint di Grassit kizárták a berlini versenyből, így Jérôme d’Ambrosio örökölte meg az első helyet. Az Audi Sport ABT Team módosította autója első szárnyát, egy plusz merevítőt helyeztek be megerősítésképpen, ráadásul a légterelőn található nyolc résből hatot lezártak. A maradék kettőben spirális betéteket találtak, az úgynevezett front és gurney flap-elemeket pedig lekerekítették. A csapat szerint ezek a változások csak a javítás során keletkeztek, nem pedig előnyszerzés céljából, de a sportszabályzat 3.1-es cikke szerint megszegték a szabályokat.
| Pozíció | # | Pilóta            | Csapat         |
| ------- | - | ----------------- | -------------- |
| 1       | 7 | Jérôme d’Ambrosio | Dragon Racing  |
| 2       | 9 | Sébastien Buemi   | e.dams Renault |
| 3       | 6 | Loïc Duval        | Dragon Racing  |

### Moszkva nagydíj

Circuito callejero de Moscú

Május végén az Andretti Autosport bejelentette, hogy Justin Wilson lesz az egyik pilótája a csapatnak, miután Scott Speed az austini X-Games és ralikrosszos teendői miatt nem tud elutazni az orosz fővárosba. A NextEV TCR csapata is pilóta cserét jelentett be, mégpedig hogy Antonio Garcíát ülteti be Charles Pic helyére. A spanyol pilóta már versenyzett a szezon során a csapatnál. A kvalifikáción Jean-Éric Vergne harmadik pole-pozícióját szerezte meg idén, mögüle Nelson Piquet Jr. és Lucas di Grassi indulhatott.
A FanBoostot Nelson Piquet, Lucas di Grassi és Sébastien Buemi a bajnoki pontverseny első három helyezettje kapta meg. Rögtön a startnál helycsere történt az élen, Piquet ugyanis jobban rugaszkodott el, szinte azonnal Vergne mellé ért, és mivel a belső íven tartózkodott, a brazil könnyedén elfordulhatott elsőként az első, jobbos kanyarban. Vergne Andrettijét továbbra is di Grassi és Buemi követte az első körökben, miközben Piquet ellépett tőlük és nagyjából három másodpercnél stabilizálta előnyét. A China Racing pilótája emiatt kicsit gyorsabban használta el első autójának energiáját, mint üldözői, így a bokszkiállását két körrel előbb kellett megejtenie, mint a takarékoskodó, a verseny második felében támadni készülő Sébastien Buemi.
A svájci pilóta csapata, az e.dams azonban egy hihetetlen hibát vétett, ez pedig megfosztotta Buemit annak lehetőségétől, hogy harcba szálljon az első helyért. A csapat úgy hitte, hogy az autóknak minimum 68 másodpercet kell a bokszutcában maradniuk az autócserék alatt, ám valójában ez a limitidő csak 58 másodperc volt. Míg az összes riválisuk nagyjából egy perc alatt megejtette a bokszlátogatást, addig ők Buemit és csapattársát, Nicolas Prostot tíz másodperccel tovább bent tartották, így ennyit időt eldobtak a többiekhez képest. Buemi ennek ellenére megtartotta a 4. helyezését, hiszen ehhez éppen elegendő előnye volt üldözőivel szemben, ám az előtte állóktól alaposan lemaradt. Piquet a kiállások után is megőrizte a vezetést, di Grassi pedig a bokszban átugrotta Vergne-t, és üldözőbe vette az élen álló brazilt.
Piquet végül így is ki tudta spórolni az autó töltését, és elsőként szelte át a célvonalat, második győzelmét szerezve a sorozatban. A második di Grassi lett, míg a harmadik helyre egy hatalmas hajrát követően mégis bejött Buemi, aki küzdelmes, síkán levágással is tarkított utolsó körös csatában megelőzte Vergne-t. A franciát végül még Nick Heidfeld is megelőzte a cél előtt, így a francia ötödikként futott be. Mögötte Daniel Abt, Salvador Durán, António Félix da Costa, Nico Prost és a hétvégén debütáló Justin Wilson lettek még pontszerzők.
Néhány órával a verseny után a stewardok 29 másodperces időbüntetéssel sújtották veszélyes kiengedésért a Sébastien Buemit, ennek következtében egészen a kilencedik helyre esett vissza, így az eredetileg negyedik helyen záró Heidfeld lett a harmadik. Egy másik utólagos módosítás értelmében Jean-Éric Vergne-t megfosztották leggyorsabb körétől, s az azokért járó pontoktól, melyeket viszont Buemi örökölt meg.
| Pozíció | #  | Pilóta            | Csapat         |
| ------- | -- | ----------------- | -------------- |
| 1       | 99 | Nelson Piquet Jr. | NEXTEV TCR     |
| 2       | 11 | Lucas di Grassi   | Audi Sport ABT |
| 3       | 23 | Nick Heidfeld     | Venturi        |

### London nagydíj

Circuito callejero del parque Battersea

#### Szombat (1. verseny)
2015. június 15-én bejelentették, hogy újra női versenyző lesz a mezőnyben, mégpedig Simona de Silvestro személyében. Jean-Éric Vergne csapattársa lesz dupla futamos londoni hétvégén az Andretti Autosport csapatánál. Ugyanezen napon az egykori Formula–1-es pilóta, Jamamoto Szakon debütálását is bejelentették az Amlin Aguri pilótájaként. Három nappal később újabb pilóta cserét jelentettek be, mégpedig a McLaren Formula–1-es csapatának a tesztversenyzője, Oliver Turvey lesz Nelson Piquet csapattársa a NEXTEV TCR csapatánál. Június 24-én a 2013-as GP2-es bajnok Fabio Leimer debütálását is bejelentették a Virgin pilótájaként, ahol Jaime Alguersuarit kell helyettesítenie, mert a spanyol versenyző licencét egészségügyi okokból felfüggesztette a Nemzetközi Automobil Szövetség. Június 26-án kiderült, hogy Alex Fontana lesz Jarno Trulli csapattársa, miután Vitantonio Liuzzinak a brazil túraautó bajnokságban volt szereplése.
A londoni hétvégének szombati első szabadedzésén a legnagyobb bosszúságot a versenyzők számára az út egyenetlensége okozta. Az 1-es kanyarban egy akkora bukkanón kellett átszáguldaniuk, amihez foghatóval eddig nem találkozhattak világszínvonalú autóversenyen. Jérôme d’Ambrosio egy alkalommal keresztül hajtott rajta, ki is tört a Dragon Racing hátsó felfüggesztése. Több versenyző is panaszkodott a pálya ezen szakaszára. Ez a technika és a versenyzők számára is veszélyekkel járt, a szervezők pedig nem is vették félvállról a panaszokat, gyorsan megoldást kerestek a problémára, és találtak is egy TecPro korlát képében. A szervezőknek elrendelték, hogy a célegyenes végén mostantól tilos lesz az előzés, a szombati futam pedig biztonsági okokból nem állórajtról, hanem a biztonsági autó mögül fog elindulni.
A kvalifikáción a legjobb időt Sébastien Buemi érte el, őt követte Jérôme d’Ambrosio és Lucas di Grassi. A bajnoki tabellát vezető Piquet a 4. lett, mögüle Jean-Éric Vergne rajtolhat majd, míg a hatodik helyen Nicolas Prost végzett. Jarno Trulli Moszkvából magával hozott egy 5 rajthelyes büntetést, aminek köszönhetően a 15. helyről az utolsó, 20. helyre rangsorolták vissza az időmérő edzés végén.
A FanBoostra jogosult Piquet, Oliver Turvey és Jamamoto Szakon. A 29 körös futam első körét tehát a BMW i8 mögött teljesítette a mezőny, utána engedték el a versenyzőket, kezdődhetett a verseny. Buemi szépen elhúzott D’Ambrosio és a többiek elől, nem változott a sorrend, mindenki kellő távolságban követte egymást. A harmadik körben Piquet megközelítette di Grassit és a FanBoost segítségével próbálta megelőzni bajnoki riválisát, ám honfitársa remekül védekezve a külső ívre szorította őt a következő, balos kanyarra, ezzel visszaverve a támadást. Piquet kénytelen volt szélesen fordulni és olyannyira lendületet, vesztett, hogy Jean-Éric Vergne is megérkezett rá, és egy rövid csata után meg is előzte őt. A francia néhány körrel később di Grassit is utolérte, aki mellett egy újabb bátor manőverrel ment el, átvette a harmadik helyet. Az élen továbbra is Buemi haladt, akit D’Ambrosio követett a második helyen. Az újonc Fabio Leimer nagyon rosszul menedzselte az energiát a 18. helyen, nála színeződött először pirosra az érték.
A 15. körben megkezdődtek az autócserék, di Grassi és Piquet is kijött az elsők között, Buemi még maradt egy körre. Daniel Abt mellett többen is elmentek, majd az utolsó kanyarban a falnak csapta az Audi Sport Abt autóját, ezzel pályára hívva a biztonsági autót. A 21. körben elengedték a mezőnyt, folytatódhatott a szezon utolsó előtti versenye. A 24. körben Piquet használta a Fanboostot, megérkezett di Grassi nyakára, de nem tudott támadást kezdeni, kicsit be is szitált a gépe féktávon az ABT-autó mögött, így a tabella vezetőjének be kellett érnie az ötödik hellyel, s pontokat veszített mindkét bajnoki riválisával szemben. Buemi ugyanis ellentmondást nem tűrően rajt-cél győzelmet aratott, és sokáig a leggyorsabb kört is birtokolta, ami további két pontot jelentett volna számára. A verseny záró szakaszában azonban di Grassi lépett oda komolyabban, és elvette a svájcitól ezt a díjat. Bueminek ez volt a harmadik futamgyőzelme a Formula–E-ben. D’Ambrosio a dobogó második fokára állhatott fel, Vergne remek versenyzéssel a harmadik lett. Az e.dams-Renault megnyerte a konstruktőri bajnokságot Londonban. Salvador Durán 49 másodperces büntetést kapott túlzott energia használat miatt.
| Pozíció | #  | Pilóta            | Csapat             |
| ------- | -- | ----------------- | ------------------ |
| 1       | 9  | Sébastien Buemi   | e.dams Renault     |
| 2       | 7  | Jérôme d’Ambrosio | Dragon Racing      |
| 3       | 27 | Jean-Éric Vergne  | Andretti Autosport |

#### Vasárnap (2. verseny)
Vasárnap reggel a szervezők az 1. versenyen még csak vészmegoldásként a kanyar leszűkítésével eltüntetett huppanó kérdését a célegyenes végén megoldották. Újraaszfaltozták ugyanis a kritikus részt, ezáltal kiegyenesítve a pálya balesetveszélyes pontját, így a mezőny már gond nélkül áthaladhat azon a részen és a vasárnapi verseny már rendben, állórajttal indulhattak el. A szezon utolsó időmérő edzését esős körülmények között rendezték meg, ami Stéphane Sarrazin első rajthelyét jelentette. A 2. legjobb időt Jérôme d’Ambrosio érte el, míg csapattársa Loïc Duval a 3. rajtkockát szerezte meg. A három világbajnoki éllovasnak nem sikerült jól a kvalifikáció, Buemi a 6., di Grassi a 11., Piquet pedig a 16. helyről rajtolhatott.
A rajt után Sarrazin megtartotta az első helyet, de D’Ambrosio nagyon kipörgette a kerekeket, visszacsúszott a harmadik helyre Duval mögé. Piquet négy helyet javított a rajtnál, Buemi egyet előzött, az ötödik pozíciót csípte el, miközben kicsit érintette is a falat. di Grassi a kilencedik helyen autózott a futam első körében. Buemi, akinek csapata már szombaton bebiztosította az elsőséget összetettben, az első körökben rögtön spórolni kezdett, tartalékolt az energiával. Piquet viszont alaposan lemaradt csapattársa, Oliver Turvey mögött, méghozzá szándékosan, hiszen energiaspórolással próbálta eltolni saját bokszkiállását, ezzel elérve, hogy második autójával agresszívabban, több energiával gazdálkodva támadhasson. Leimer és de Silvestro az ötödik körben összeütközött, repült az első szárny véglapja, de mindketten folytatni tudták. Fontana nagyon sokat bukott, 10 helyet a rajt óta. Jamamoto a hetedik körben megmászta Trullit, elnézte a féktávot, és összetörte az Amlin autóját a 2-es és 3-as kanyar között. A törmelékek miatt nem hívták be a biztonsági autót, a pályabírók gyorsan dolgoztak. A 10. körben Heidfeld egy pályabíró segítségével tolta be az autóját a boxutca bejáratánál. Közben Piquet nagyon vitorlázott az autócsere előtt, próbált kispórolni még egy kört. Vergne számára rossz hír érkezett, túl sok energiát használt, áthajtásos büntetést kapott. A 13. körben sem változott a sorrend az élen, Sarrazin vezette a mezőnyt, mögötte Duval és D’Ambrosio. Buemi az ötödik, di Grassi a nyolcadik, Piquet a 10. helyen körözött a futam ezen szakaszában.
A 14. körben megkezdődtek az autócserék, Sarrazin és Duval egyszerre jöttek ki a garázsba, az autócsere után maradt a sorrend. Miközben Piquet taktikája bevált, a 16. körben Buemi végül döntőnek bizonyuló hibát vétett, amikor a kiállását követő körben megpördült az egyik szűk kanyarban, és mire visszatalált a helyes irányba, egy pozíciót el is veszített Bruno Sennával szemben, ráadásul di Grassi megérkezett a nyakára. Piquet egy körrel tovább tudott kint maradni a pályán, a 10. helyre jött vissza, Prost támadta. Az autócsere után Sarrazin maradt az élen, Duval a második, Bird a harmadik helyen haladt, D’Ambrosio veszített egy helyet. Senna az ötödik, Buemi a hatodik helyen folytatta a küzdelmet.
A 19. körben Fabio Laimer a falnak csapódott a Virginnel, így a 20. körben a pályára lépett a biztonsági autó, összesűrítve a mezőnyt. A biztonsági autó egyetlen kört volt bent. Az újraindítás után az élen is elkezdődött a tolakodás, Sam Bird ugyanis megelőzte Duvalt a második helyért, a lendületet vesztett francia ráadásul d’Ambrosióval szemben is bukott egy helyet. A több energiával rendelkező Bird pedig üldözőbe vette Sarrazint is. Bird a 26. körben megérkezett Sarrazin mögé, hazai közönsége előtt hajtott a győzelemre. Piquet nem sokkal később, miután csapattársa, Turvey elengedte őt egy merész, de kényszerű manőverrel átvette a 8. helyen Salvador Durantől, ezzel pedig egy ponttal a képzeletbeli bajnoki tabella élére ugrott. Az ekkor 6. helyen álló Buemi a FanBoost segítségével támadást indított az 5. hely és Senna ellen, ám a brazil remekül védekezett, és Buemi kénytelen volt hátul maradni, miután a két autó majdnem összeért a 27. körben.
Az utolsó kör kezdetén a svájci továbbra is elkeseredetten küzdött az előzésért, centiméterekre haladt Senna mögött, és a záró kanyarokban egy komoly csata is kialakult köztük, amikor az elöl csökkenő energiaszintje miatt lassan haladó Duval mögé érkeztek meg. Buemi mindent megpróbált, de az utolsó nagy tolakodásban sem tudott előrébb kerülni, így a 6. helyen futott be. Mivel Piquet 8. lett, így a brazil csak négy pontot veszített vele szemben, és egyetlen ponttal megőrizte a vezetést a tabellán. Bird keményen csatázott Sarrazinnal, összeértek, de senki sem esett ki, maradt a sorrend közöttük. Majd jött a döntés, miszerint áthajtásos büntetés Sarrazinnak, aki elvesztette ezzel az első helyet, Bird hazai közönség előtt nyert. A francia versenyző túl sok energiát használt, ezért kapta a büntetést. A leggyorsabb körért járó két pont szintén nem szólt bele a dolgok alakulásában, mert ugyan Buemi és Piquet is birtokolta azt egy ideig, végül Bird gyűjtötte be.
| Pozíció | # | Pilóta            | Csapat        |
| ------- | - | ----------------- | ------------- |
| 1       | 2 | Sam Bird          | Virgin Racing |
| 2       | 7 | Jérôme d’Ambrosio | Dragon Racing |
| 3       | 6 | Loïc Duval        | Dragon Racing |

## Összefoglaló
| #  | Helyszín       | Pole-pozíció      | Leggyorsabb kör   | Győztes pilóta         | Győztes konstruktőr | Összefoglaló | Listavezető       | Előny |
| -- | -------------- | ----------------- | ----------------- | ---------------------- | ------------------- | ------------ | ----------------- | ----- |
| 1  | Peking         | Nicolas Prost     | Szató Takuma      | Lucas di Grassi        | Audi Sport ABT      | Összefoglaló | Lucas di Grassi   | 7     |
| 2  | Putrajaya      | Nicolas Prost†    | Jaime Alguersuari | Sam Bird               | Virgin Racing       | Összefoglaló | Lucas di Grassi   | 3     |
| 3  | Punta del Este | Jean-Éric Vergne  | Daniel Abt        | Sébastien Buemi        | e.dams Renault      | Összefoglaló | Lucas di Grassi   | 18    |
| 4  | Buenos Aires   | Sébastien Buemi   | Sam Bird          | António Félix da Costa | Amlin Aguri         | Összefoglaló | Lucas di Grassi   | 10    |
| 5  | Miami          | Jean-Éric Vergne  | Nelson Piquet Jr. | Nicolas Prost          | e.dams Renault      | Összefoglaló | Nicolas Prost     | 7     |
| 6  | Long Beach     | Daniel Abt        | Nicolas Prost     | Nelson Piquet Jr.      | China Racing        | Összefoglaló | Lucas di Grassi   | 1     |
| 7  | Monte-Carlo    | Sébastien Buemi   | Jean-Éric Vergne  | Sébastien Buemi        | e.dams Renault      | Összefoglaló | Lucas di Grassi   | 4     |
| 8  | Berlin         | Jarno Trulli      | Nelson Piquet Jr. | Jérôme d’Ambrosio††    | Dragon Racing       | Összefoglaló | Nelson Piquet Jr. | 2     |
| 9  | Moszkva        | Jean-Éric Vergne  | Sébastien Buemi   | Nelson Piquet Jr.      | NEXTEV TCR          | Összefoglaló | Nelson Piquet Jr. | 17    |
| 10 | London         | Sébastien Buemi   | Lucas di Grassi   | Sébastien Buemi        | e.dams Renault      | Összefoglaló | Nelson Piquet Jr. | 5     |
| 11 | London         | Stéphane Sarrazin | Sam Bird          | Sam Bird               | Virgin Racing       | Összefoglaló | Nelson Piquet Jr. | 1     |

† Prost érte el a legjobb időt Putrajayában és szerezte meg a pole-pozícióért járó 4 pontot, de 10 helyes rajtbüntetést kapott Nick Heidfelddel történt pekingi incidense után. Ezért a pole-pozíciót Oriol Servià örökölte meg tőle, aki a második legjobb időt érte el.
†† Lucas di Grassi és a Audi Sport Ab nyerte a futamot, de diszkvalifikálták őket, mert megszegték a műszaki előírásokat.

## Eredmények

### Pontozás
| Helyezés | 1. | 2. | 3. | 4. | 5. | 6. | 7. | 8. | 9. | 10. | Pole | FL |
| Pont     | 25 | 18 | 15 | 12 | 10 | 8  | 6  | 4  | 2  | 1   | 3    | 2  |

### Versenyzők
| Helyezés | Versenyző              | BEI | PUT  | PDE  | BUE | MIA  | LBH | MON | BER | MOS | LON | LON | Pont |
| -------- | ---------------------- | --- | ---- | ---- | --- | ---- | --- | --- | --- | --- | --- | --- | ---- |
| 1        | Nelson Piquet          | 8   | Ki   | 2    | 3   | 5    | 1*  | 3*  | 4*  | 1*  | 5*  | 7*  | 144  |
| 2        | Sébastien Buemi        | Ki  | 3    | 1    | Ki  | 13   | 4   | 1   | 2*  | 9*  | 1   | 5*  | 143  |
| 3        | Lucas di Grassi        | 1*  | 2    | 3    | Ki  | 9    | 3   | 2   | Kiz | 2*  | 4   | 6   | 133  |
| 4        | Jérôme d’Ambrosio      | 6   | 5    | 8    | 14  | 4    | 6   | 5   | 1   | 11  | 2   | 2   | 113  |
| 5        | Sam Bird               | 3   | 1    | Ki   | 7   | 8    | Ki* | 4   | 8   | Ki  | 6   | 1   | 103  |
| 6        | Nicolas Prost          | 12† | 4    | 7    | 2   | 1    | 14  | 6   | 10  | 8   | 7   | 10  | 88   |
| 7        | Jean-Éric Vergne       |     |      | 14†* | 6*  | 18†* | 2*  | Ki* | 7   | 4   | 3   | 16  | 70   |
| 8        | António Félix da Costa |     | 8    | Ki   | 1   | 6    | 7   | 9   | 11  | 7   |     |     | 51   |
| 9        | Loïc Duval             |     |      |      |     | 7    | 9   | Ki  | 3   | 15  | 8   | 3   | 42   |
| 10       | Bruno Senna            | Ki* | 14†* | 6    | 5*  | Ki*  | 5   | Ki  | 17  | 16  | 16  | 4   | 40   |
| 11       | Daniel Abt             | 10  | 10   | 15   | 13† | 3    | 15  | Ki  | 14  | 5   | Ki  | 11  | 32   |
| 12       | Nick Heidfeld          | 13† | Kiz* | 10*  | 8*  | 12   | 11  | 10  | 5   | 3   | 11  | Ki  | 31   |
| 13       | Jaime Alguersuari      | 11  | 9    | 5    | 4   | 11   | 8   | Ki  | 12  |     |     |     | 30   |
| 14       | Stéphane Sarrazin      | 9   | 12   | Ki   | 10  | Ki   | 10  | 7   | 6   | 14  | 10  | 15  | 22   |
| 15       | Scott Speed            |     |      |      |     | 2    | Ki  | 12  | 13  |     |     |     | 18   |
| 16       | Franck Montagny        | 2   | Kiz  |      |     |      |     |     |     |     |     |     | 18   |
| 17       | Karun Chandhok         | 5   | 6    | 13   | Ki  | 14   | 12  | 13  | 18  | 12  | 12  | 13  | 18   |
| 18       | Charles Pic            | 4   |      |      |     | 17   | 16  | 8   | 15* |     |     |     | 16   |
| 19       | Oriol Servià           | 7   | 7    | 9    | 9   |      |     |     |     |     |     |     | 16   |
| 20       | Jarno Trulli           | Ki  | 17   | 4    | Ki  | 15   | Ki  | 11  | 19† | 18  | 15  | Ki  | 15   |
| 21       | Salvador Durán         |     |      | 16*  | Kiz | 10*  | Ki  | Ki* | 16  | 6   | 17  | 8   | 12   |
| 22       | Oliver Turvey          |     |      |      |     |      |     |     |     |     | 9*  | 9*  | 4    |
| 23       | Vitantonio Liuzzi      |     |      |      |     | 16   | 13  | NC  | 9   | 17  |     |     | 2    |
| 24       | Szató Takuma           | Ki  |      |      |     |      |     |     |     |     |     |     | 2    |
| 25       | Justin Wilson          |     |      |      |     |      |     |     |     | 10  |     |     | 1    |
| 26       | Ho-Pin Tung            | 16  | 11   |      | 11  |      |     |     |     |     |     |     | 0    |
| 27       | Simona de Silvestro    |     |      |      |     |      |     |     |     |     | 11  | 12  | 0    |
| 28       | Antonio García         |     |      | 11   |     |      |     |     |     |     |     |     | 0    |
| 29       | Michela Cerruti        | 14  | Ki   | 12   | Ki  |      |     |     |     |     |     |     | 0    |
| 30       | Marco Andretti         |     |      |      | 12  |      |     |     |     |     |     |     | 0    |
| 31       | Matthew Brabham        |     | 13   | Ki   |     |      |     |     |     |     |     |     | 0    |
| 32       | Fabio Leimer           |     |      |      |     |      |     |     |     |     | 14  | Ki  | 0    |
| 33       | Alex Fontana           |     |      |      |     |      |     |     |     |     | Ki  | 14  | 0    |
| 34       | Katherine Legge        | 15* | 16*  |      |     |      |     |     |     |     |     |     | 0    |
| 35       | Jamamoto Szakon        |     |      |      |     |      |     |     |     |     | Ki* | Ki  | 0    |
| Helyezés | Versenyző              | BEI | PUT  | PDE  | BUE | MIA  | LBH | MON | BER | MOS | LON | LON | Pont |

| Szín   | Eredmény                                      |
| ------ | --------------------------------------------- |
| Arany  | Győztes                                       |
| Ezüst  | 2. helyezett                                  |
| Bronz  | 3. helyezett                                  |
| Zöld   | Pontot szerzett                               |
| Kék    | Pont nélkül vagy helyezetlenül ért célba (NC) |
| Lila   | Nem ért célba (DNF)                           |
| Piros  | Nem kvalifikálta magát (DNQ)                  |
| Fekete | Diszkvalifikálták (DSQ)                       |
| Fehér  | Nem indult (DNS)                              |
| Fehér  | Visszavonult (WD)                             |
| Fehér  | Verseny törölve (C)                           |
| Üres   | Nem vett részt                                |
| Üres   | Kizárt (EX)                                   |

Megjegyzés:
- † — Nem fejezte be a futamot, de rangsorolva lett, mert teljesítette a versenytáv 75%-át.

### Konstruktőrök
| Helyezés | Csapat          | Rajt- szám | BEI | PUT  | PDE  | BUE | MIA  | LBH | MON | BER | MOS | LON | LON | Pont |
| -------- | --------------- | ---------- | --- | ---- | ---- | --- | ---- | --- | --- | --- | --- | --- | --- | ---- |
| 1        | e.dams Renault  | 8          | 12† | 4    | 7    | 2   | 1    | 14  | 6   | 10  | 8   | 7   | 10  | 232  |
| 1        | e.dams Renault  | 9          | Ki  | 3    | 1    | Ki  | 13   | 4   | 1   | 2*  | 9*  | 1   | 5*  | 232  |
| 2        | Dragon Racing   | 6          | 7   | 7    | 9    | 9   | 7    | 9   | Ki  | 3   | 15  | 8   | 3   | 171  |
| 2        | Dragon Racing   | 7          | 6   | 5    | 8    | 14  | 4    | 6   | 5   | 1   | 11  | 2   | 2   | 171  |
| 3        | Audi Sport ABT  | 11         | 1*  | 2    | 3    | Ki  | 9    | 3   | 2   | DSQ | 2*  | 4   | 6   | 165  |
| 3        | Audi Sport ABT  | 66         | 10  | 10   | 15   | 13† | 3    | 15  | Ki  | 14  | 5   | Ki  | 11  | 165  |
| 4        | NEXTEV TCR      | 88         | 16  | 11   | 11   | 11  | 17   | 16  | 8   | 15* | 19  | 9*  | 9*  | 152  |
| 4        | NEXTEV TCR      | 99         | 8   | Ki   | 2    | 3   | 5    | 1*  | 3*  | 4*  | 1*  | 5*  | 7*  | 152  |
| 5        | Virgin Racing   | 2          | 3   | 1    | Ki   | 7   | 8    | Ki* | 4   | 8   | Ki  | 6   | 1   | 133  |
| 5        | Virgin Racing   | 3          | 11  | 9    | 5    | 4   | 11   | 8   | Ki  | 12  | 13  | 14  | Ki  | 133  |
| 6        | Andretti        | 27         | 2   | DSQ  | 14†* | 6*  | 18†* | 2*  | Ki* | 7   | 4   | 3   | 16  | 119  |
| 6        | Andretti        | 28         | 4   | 13   | Ki   | 12  | 2    | Ki  | 12  | 13  | 10  | 11  | 12  | 119  |
| 7        | Amlin Aguri     | 55         | Ki  | 8    | Ki   | 1   | 6    | 7   | 9   | 11  | 7   | Ki* | Ki  | 66   |
| 7        | Amlin Aguri     | 77         | 15* | 15*  | 16*  | DSQ | 10*  | Ki  | Ki* | 16  | 6   | 17  | 8   | 66   |
| 8        | Mahindra Racing | 5          | 5   | 6    | 13   | Ki  | 14   | 12  | 13  | 18  | 12  | 12  | 13  | 58   |
| 8        | Mahindra Racing | 21         | Ki* | 14†* | 6    | 5*  | Ki*  | 5   | Ki  | 17  | 16  | 17  | 4   | 58   |
| 9        | Venturi         | 23         | 13† | DSQ* | 10*  | 8*  | 12   | 11  | 10  | 5   | 3   | 14  | Ki  | 53   |
| 9        | Venturi         | 30         | 9   | 12   | Ki   | 10  | Ki   | 10  | 7   | 6   | 14  | 10  | 15  | 53   |
| 10       | Trulli          | 10         | Ki  | 16   | 4    | Ki  | 15   | Ki  | 11  | 19† | 18  | 16  | Ki  | 17   |
| 10       | Trulli          | 18         | 14  | Ki   | 12   | Ki  | 16   | 13  | NC  | 9   | 17  | 18  | 14  | 17   |
| Helyezés | Csapat          | Rajt- szám | BEI | PUT  | PDE  | BUE | MIA  | LBH | MON | BER | MOS | LON | LON | Pont |

| Szín   | Eredmény                                      |
| ------ | --------------------------------------------- |
| Arany  | Győztes                                       |
| Ezüst  | 2. helyezett                                  |
| Bronz  | 3. helyezett                                  |
| Zöld   | Pontot szerzett                               |
| Kék    | Pont nélkül vagy helyezetlenül ért célba (NC) |
| Lila   | Nem ért célba (DNF)                           |
| Piros  | Nem kvalifikálta magát (DNQ)                  |
| Fekete | Diszkvalifikálták (DSQ)                       |
| Fehér  | Nem indult (DNS)                              |
| Fehér  | Visszavonult (WD)                             |
| Fehér  | Verseny törölve (C)                           |
| Üres   | Nem vett részt                                |
| Üres   | Kizárt (EX)                                   |